# هانفورد هیل (کالیفرنیا)
هانفورد هیل (به انگلیسی: Hanford Hill) یک منطقهٔ مسکونی در ایالات متحده آمریکا است که در شهرستان کالاوراس، کالیفرنیا واقع شده‌است. هانفورد هیل ۱٬۰۰۱ متر بالاتر از سطح دریا واقع شده‌است.